# 春〜spring〜
『春〜spring〜』（はる スプリング）は、日本のロックバンド、Hysteric Blueの2枚目のシングル。

## 解説
発売からロングセールスを飛ばし、一躍バンドの名を世に知らしめた、自己最大のヒット曲。当時、高校生だったたくや（現楠瀬拓哉）が世界史の授業中に作った曲であるが、女性視点の歌詞から、当初はTamaによる楽曲と勘違いするリスナーも多かったという。
曲のコンセプトは「別れと出逢い、夢を追う気持ち」である。
- 調：ヘ長調 (F)

## 収録曲
1. 春〜spring〜
作詞・作曲: たくや／編曲: Hysteric Blue、佐久間正英
  - アルバム『baby Blue』、ベストアルバム『Historic Blue』に収録。
  - テレビ朝日系『目撃!ドキュン』エンディングテーマ
2. Merry-Go-Round
作詞・作曲: ナオキ／編曲: Hysteric Blue、佐久間正英
3. 春〜spring〜（original karaoke）

## 楽曲の収録アルバム
- baby Blue (#1)
- Historic Blue (#1)

## カバー
- Hearts Grow - 2008年（配信限定）
- Mi - 2008年（アルバム『I Love Music〜Mi Best Collection〜』）
- ベントレー・ジョーンズ - 2009年（アルバム『TRANS//LATION 〜J-POP DANCE COVER〜』）
- ダイアナ・ガーネット - 2013年（アルバム『COVER☆GIRL』）
- 藍井エイル - 2016年（シングル「アクセンティア」）
- 阿知賀女子学院麻雀部 - 2018年（シングル「笑顔ノ花」）
- Poppin'Party - 2021年（ゲーム「バンドリ! ガールズバンドパーティ!」収録）
- 橋本環奈 - 2022年（西日本旅客鉄道「山陽新幹線）

|  | ヘ長調 (F) |